# جوليو روسكوني
جوليو روسكوني (مواليد 1885) هو مبارز بالسيف إيطالي، مثّل بلاده في الألعاب الأولمبية الصيفية 1920.

## روابط رياضية
جوليو روسكوني على موقع أوليمبيديا (الإنجليزية)